# Coinceur hexagonal
Pour un article plus général, voir Coinceurs (escalade).

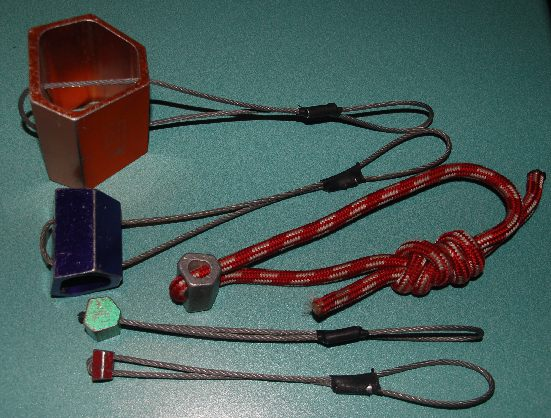
Différentes sortes de coinceurs hexagonaux.

Un coinceur hexagonal, excentrique ou hexentric, est un type de coinceur utilisé en escalade rocheuse. Similaire au coinceur à câble, il a une forme hexagonale. Les versions les plus récentes ont des faces concaves et convexes, et sont généralement vendus avec un anneau de sangle ou un câble. Ce coinceur s'adapte généralement à des fissures plus grosses que le coinceur à câble. 
Ce type de coinceur et en particulier sa forme provient au départ de l'utilisation de boulons sur lesquels était attaché un anneau de cordelette. 